# كعكة الشجرة
كعكة الشَّجَرة (بالألمانية: Baumkuchen) هو نوع من كعك السيخ من المطبخ الألماني، وهي حلوى شهيرة في اليابان. الحلقات المميزة التي تظهر في شرائحها تشبه حلقات جذع الشجرة ومن هنا أتت التسمية.

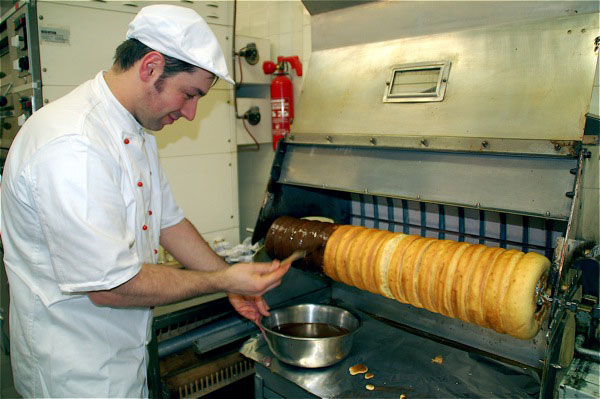
كعكة الشجرة على سيخ

تُصنع كعكة الشجرة تقليديا على السيخ بطلائها بفرشاة بطبقات متساوية من الخليط ثم تدوير السيخ حول مصدر الحرارة. يُسمح لكل طبقة أن تتحول إلى اللون البني قبل سكب طبقة جديدة. عند إزالة الكعكة وتقطيعها إلى شرائح تتحرر كل طبقة من الطبقة التالية ويظهر خط ذهبي يشبه حلقات النمو على شجرة مقطوعة. تتكون كعكة الشجرة من 15 إلى 20 طبقة من الخليط. ومع ذلك يمكن أن تستمر عملية إضافة الطبقات حتى تصبح الكعكة كبيرة جدًا. من المعروف أن طهاة المعجنات المهرة يصنعون كعكات من 25 طبقة ويزن أكثر من 100 رطل (45 كـغ) .  قط تطول عند طهيها على السيخ 3–4 قدم (0.91–1.22 م).